# (4251) Kavasch
(4251) Kavasch (1985 JK1) – planetoida z pasa głównego asteroid okrążająca Słońce w ciągu 3 lat i 265 dni w średniej odległości 2,4 j.a. Została odkryta 11 maja 1985 roku.